# Ковалёва, Анна Васильевна
Ковалёва Анна Васильевна (род. 18 января 1983 года, Григорово (Новгородский район), СССР) — российская гимнастка, абсолютная чемпионка России, серебряный призёр чемпионата мира (команда). Заслуженный мастер спорта России по спортивной гимнастике.

## Карьера
Воспитанница городского Дворца спорта областного Совета Добровольного спортивного общества «Спартак» и школы олимпийского резерва «Манеж» города Новгорода под руководством тренера Елены Витальевны Машинской.
Является двукратной победительницей молодёжного Первенства Европы (1996 год, Англия; 1998 год, Санкт-Петербург), абсолютной чемпионкой России по спортивной гимнастике и серебряным призёром чемпионата мира 1999 года.
Завершила спортивную карьеру в 2002 году.

## После ухода из спорта
С 2003 года занимается тренерской работой в фитнес-клубе X-FIT, Химки и СШОР №111, Зеленоград.
В 2005 году Анна Ковалёва закончила тренерский факультет Санкт-Петербургского государственного университета физической культуры имени П.Ф. Лесгафта.

## Звания
- Мастер спорта России международного класса, Спортивная гимнастика (30.11.1997)
- Заслуженный мастер спорта России, Спортивная гимнастика (03.03.2000)